# Campionato Sammarinese di Calcio
Campionato Sammarinese di Calcio (název je italsky, v překladu znamená Sanmarinská fotbalová liga) je fotbalovou ligovou soutěží v San Marinu. Je amatérská a vznikla roku 1985. San Marino je členem UEFA, kluby tedy startují v Lize mistrů UEFA a Evropské lize (vzhledem k nízkému koeficientu v prvních předkolech).
V sezoně 2013/14 bylo celkem 15 týmů rozděleno do dvou skupin - Gruppo A a Gruppo B.

## Nejlepší kluby v historii - podle počtu titulů
| Vítězové nejvyšší ligové soutěže |        |                                                |
| Klub                             | Tituly | Vítězné ročníky                                |
| Tre Fiori                        | 8      | 1988, 1993, 1994, 1995, 2009, 2010, 2011, 2020 |
| La Fiorita                       | 6      | 1987, 1990, 2014, 2017, 2018, 2022             |
| Folgore/Falciano                 | 5      | 1997, 1998, 2000, 2015, 2021                   |
| Tre Penne                        | 5      | 2012, 2013, 2016, 2019, 2023                   |
| Domagnano                        | 4      | 1989, 2002, 2003, 2005                         |
| Faetano                          | 3      | 1986, 1991, 1999                               |
| Murata                           | 3      | 2006, 2007, 2008                               |
| Libertas                         | 1      | 1996                                           |
| Cosmos                           | 1      | 2001                                           |
| Pennarossa                       | 1      | 2004                                           |
| Fiorentino                       | 1      | 1992                                           |
| Virtus AC                        | 1      | 2024                                           |

## Vítězové jednotlivých ročníků
- 1985/86 : Faetano (1)
- 1986/87 : La Fiorita (1)
- 1987/88 : Tre Fiori (1)
- 1988/89 : Domagnano (1)
- 1989/90 : La Fiorita (2)
- 1990/91 : Faetano (2)
- 1991/92 : Montevito (1)
- 1992/93 : Tre Fiori (2)
- 1993/94 : Tre Fiori (3)
- 1994/95 : Tre Fiori (4)
- 1995/96 : Libertas (1)
- 1996/97 : Folgore/Falciano (1)
- 1997/98 : Folgore/Falciano (2)
- 1998/99 : Faetano (3)
- 1999/00 : Folgore/Falciano (3)
- 2000/01 : Cosmos (1)
- 2001/02 : Domagnano (2)
- 2002/03 : Domagnano (3)
- 2003/04 : Pennarossa (1)
- 2004/05 : Domagnano (4)
- 2005/06 : Murata (1)
- 2006/07 : Murata (2)
- 2007/08 : Murata (3)
- 2008/09 : Tre Fiori (5)
- 2009/10 : Tre Fiori (6)
- 2010/11 : Tre Fiori (7)
- 2011/12 : Tre Penne (1)
- 2012/13 : Tre Penne (2)
- 2013/14 : La Fiorita (3)
- 2014/15 : Folgore/Falciano (4)
- 2015/16 : Tre Penne (3)
- 2016/17 : La Fiorita (4)
- 2017/18 : La Fiorita (5)
- 2018/19 : Tre Penne (4)
- 2019/20 : Tre Fiori (8)
- 2020/21 : Folgore/Falciano (5)
- 2021/22 : La Fiorita (6)
- 2022/23 : Tre Penne (5)
- 2023/24 : Virtus AC (1)